# Paolo il Persiano
Paolo il Persiano (... – floruit VI secolo) è stato un teologo, filosofo e scrittore siro.

Non va confuso con l'omonimo Paolo il Persiano vissuto alla corte di Giustiniano né con Paolo di Nisibi, detto anche Paolo di Bàssora († 571), autore del manuale Instituta regularia divinae legis (vedi Infra).

## Biografia
Intellettuale molto stimato, fu attivo alla corte dello scià sasanide Cosroe I a Seleucia-Ctesifonte, dove giunse verso il 529, proveniente da Nisibi. Grazie anche alla sua presenza e al suo prestigio, il re sasanide si avvicinò all'ellenismo, di cui divenne un estimatore.
Paolo scrisse molti trattati e commentari su Aristotele che ebbero una certa influenza sulla filosofia medievale islamica. Tra essi un’opera che sintetizzava la dialettica e la logica aristotelica, l'Anushirvan (Xusrō Anōširwān), che dedicò a Cosroe I.
Si discute ancora se Paolo il Persiano fosse uno zoroastriano convertito al cristianesimo o viceversa.

## Opere
A Paolo il Persiano sono attribuite:
- un Trattato sulla Logica di Aristotele, dedicato a Cosroe I[5];
- un Commento al "De interpretatione" (redatto in pahlavi e tradotto poi in siriaco).

Le fonti registrano anche una Introduzione alla filosofia di Aristotele.
È ancora oggetto di dibattito se tutte le sue opere siano state composte in lingua pahlavi e poi tradotte in siriaco, lingua in cui ci sono giunte, oppure direttamente in siriaco.

## Paolo di Bassora
Metropolita di Nisibi, aveva studiato retorica, grammatica e diritto della Sacra Scrittura presso la celebre scuola. Con il vescovo africano Primario era stato uno dei primi a recarsi a Costantinopoli nel 551, in occasione dello scisma tricapitolino, e poi di nuovo nel 562. In questo secondo viaggio Paolo era stato posto a capo della delegazione di teologi della Chiesa ortodossa siriaca che dovevano pronunciarsi in una disputatio con il nestoriano Abramo di Bet Rabban, decano della scuola teologica di Nisibi.
I teologi siriaci persuasero l'imperatore Giustiniano del fatto che la natura non poteva esistere senza l'ipostasi e che non era neppure possibile la coesistenza di due nature in un'unica ipostasi. Faceva parte del gruppo anche il futuro catholikòs Ishoʿyahb I, anch'egli autore di scritti teologici. Morto Giustiniano nel 565, Paolo di Bassora ritornò in Persia, dove nel 571 pubblicò il trattato teologico della Controversia con Cesare.
Come docente della scuola teologica di Nisibi scrisse in siriaco, su richiesta di Primario, un'introduzione alla Bibbia che ci offre un'idea del metodo d'insegnamento di quella celebre scuola. Esso fu tradotto in latino a cura di Giunillo, questore del palazzo imperiale di Costantinopoli, con il titolo Instituta regularia divinae legis, e sotto questa veste venne diffuso anche nell'Occidente latino.